# 吸湿性
吸湿性（きゅうしつせい、英語:  hygroscopicity）とは、物質が水分を吸収、もしくは吸着する性質のことである。セルロース鎖を持つ砂糖などが、空気中の水分を吸収して溶ける性質（潮解）が身近な例である。

## 吸湿性を利用した製品等
- 乾燥剤：吸着性を利用したシリカゲルや、潮解性を利用した塩化カルシウムを利用した吸湿剤。前者は湿気を嫌う煎餅などの食品包装中に、後者は押入などの局所的な乾燥に用いられる
- 土壁：珪藻土などの吸湿性に着目して、かつて日本家屋で多用された。
- 紙おむつ：高分子吸収体を配合したおむつ。
- 防寒衣料：ウールや合成繊維に加工を施し、吸湿性を高め人体の熱損失を抑えた衣料（吸湿発熱繊維）。